# Блакитна лагуна (гаряче джерело)
Блакитна лагуна (ісл. Bláa lónið) — геотермальне, багате мінералами озеро, лежить на півострові Рейк'янесскаґі в південно-західній частині Ісландії. Лагуна штучна, вода в неї потрапляє з геотермальної станції. Відстань від Рейк'явіка 40 км, найближче місто Кеплавік за 23 км на захід. Температура води в середньому 38–40 градусів. Дощі і сніг незначно понижають температуру води в лагуні. У водах лагуни містяться мінеральні солі й синьо-зелені водорості, а також діоксид кремнію. Концентрація кремнію в лагуні сягає 140 мг/кг. Водневий показник — 7,5, а вміст солей 2,5 %. Молекули діоксиду кремнію заломлюють світлові промені, через що вода має блакитне забарвлення. Ширина лагуни сягає 200 м, довжина — декількох кілометрів, глибина варіюється від 1 м до 3 м.
| Ісландія | Це незавершена стаття з географії Ісландії. Ви можете допомогти проєкту, виправивши або дописавши її. |